# Regione di Boké
La regione di Boké è una delle otto regioni in cui è diviso lo Stato di Guinea. Capoluogo è la città di Boké. Confina con gli Stati del Senegal e della Guinea-Bissau e con le regioni di Kindia e Labé.

## Suddivisioni
La regione è composta di 5 prefetture:
- Boffa
- Boké
- Fria
- Gaoual
- Koundara